# 1611
| 1611               |
| ------------------ |
| Dødsfald - Fødsler |
|                    |

| Gregoriansk kalender | 1611 MDCXI              |
| Ab urbe condita      | 2364                    |
| Armensk kalender     | 1060 ԹՎ ՌԿ              |
| Kinesiske kalender   | 4307 – 4308 庚戌 – 辛亥 |
| Etiopisk kalender    | 1603 – 1604             |
| Jødisk kalender      | 5371 – 5372             |
| Hindukalendere       |                         |
| - Vikram Samvat      | 1666 – 1667             |
| - Shaka Samvat       | 1533 – 1534             |
| - Kali Yuga          | 4712 – 4713             |
| Iransk kalender      | 989 – 990               |
| Islamisk kalender    | 1020 – 1021             |

Konge i Danmark: Christian 4. 1588-1648 – Danmark i krig: Kalmarkrigen 1611-1613.
Se også 1611 (tal)

## Begivenheder
- 1. maj - Christian IV tvinger Rigsrådet til at godkende en krigserklæring mod Sverige; den såkaldte Kalmarkrig kommer til at vare 2 år
- Gustav 2. Adolf af Sverige bliver konge

## Født
- 28. januar – Johannes Hevelius, polsk astronom (død 1687)
- 2. februar – Hertug Ulrik (død 1633)
- 3. februar – Christian Ulrik Gyldenløve, dansk officer og diplomat (død 1640)
- 16. maj – Pave Innocens 11. (død 1689)
- 26. oktober – Ove Bielke, norsk kansler (død 1674)
- 12. november – Joachim Gersdorff, dansk politiker (død 1661)

## Dødsfald
- 27. august – Tomás Luis de Victoria, spansk komponist (født 1548)
- 3. oktober – Margrete af Østrig (født 1584)
- 30. oktober – Karl 9. af Sverige (født 1550)
- Henry Hudson, engelsk opdagelsesrejsende (født 1565)